# Crystal Palace Trophy 1962
Crystal Palace Trophy 1962 je bila dvanajsta neprvenstvena dirka Formule 1 v sezoni 1962. Odvijala se je 11. junija 1962 na dirkališču Crystal Palace.

## Dirka
| Poz | Št | Dirkač              | Moštvo                         | Konsturktor     | Krogi | Čas/Odstop              | Št. m. |
| --- | -- | ------------------- | ------------------------------ | --------------- | ----- | ----------------------- | ------ |
| 1   | 4  | Innes Ireland       | UDT-Laystall Racing Team       | Lotus-BRM       | 36    | 34:46.4                 | 11     |
| 2   | 1  | Roy Salvadori       | Bowmaker Racing Team           | Lola-Climax     | 36    | + 20.2 s                | 1      |
| 3   | 2  | Bruce McLaren       | Cooper Car Company             | Cooper-Climax   | 36    | + 22.6 s                | 2      |
| 4   | 11 | Tony Settember      | Emeryson Cars                  | Emeryson-Climax | 35    | +1 krog                 | 5      |
| 5   | 9  | Brian Hart          | Brian Hart                     | Lotus-Ford      | 35    | +1 krog                 | 8      |
| 6   | 6  | David Piper         | Speed Sport                    | Lotus-Climax    | 34    | +2 kroga                | 7      |
| 7   | 14 | Keith Greene        | Gilby Engineering              | Gilby-Climax    | 32    | +4 krogi                | 6      |
| Ods | 3  | Trevor Taylor       | Team Lotus                     | Lotus-Climax    | 35    | Vžig                    | 3      |
| Ods | 5  | Günther Seiffert    | Autosport Team Wolfgang Seidel | Lotus-Climax    | 25    | Menjalnik               | 10     |
| Ods | 10 | John Campbell-Jones | Emeryson Cars                  | Emeryson-Climax | 17    | Motor                   | 4      |
| Ods | 7  | Jay Chamberlain     | Jay Chamberlain                | Lotus-Climax    | 1     | Motor                   | 12     |
| Ods | 12 | Graham Eden         | Gerry Ashmore                  | Lotus-Climax    | 0     | Menjalnik               | 9      |
| WD  | 8  | Philip Robinson     | A. Robinson & Sons             | Lotus-Climax    |       | Nepripravljen dirkalnik | -      |